# Пастух и царь
«Пастух и царь» — советский чёрно-белый художественно-документальный фильм, снятый в 1932—1933 годах режиссёром Александром Ледащевым на студии «Межрабпомфильм».
«Пастух и царь» задуман был как немой фильм. Но по ходу работы пришлось перестраиваться применительно к появившемуся тогда звуку. Поэтому сегодня лента воспринимается скорее как озвученная, нежели как звуковая. На стыке двух этапов развития кинематографа Александру Ледащеву удалось найти своеобразные стилистические приёмы, в чём-то даже предвосхитившие многие режиссёрские находки последующих лет.

## Сюжет
«Пастух и царь» — пропагандистский фильм режиссёра Александра Ледащева. В центре сюжета судьба пастуха Ивана, который под влиянием коммунистических лозунгов, ощутил жажду революционной деятельности и отправился на гражданскую войну. В фильме показана трансформация простого сельского пастуха, неграмотного крестьянского парня в командира Красной Армии. Лента, рассказывает нам об Иване, прошедшем суровую школу жизни и борьбы, ставшем профессиональным революционером, а затем, после победы над белогвардейцами и интервентами, командиром Красной Армии. 

## В ролях
- Николай Баталов — Иван
- Евгения Рогулина — жена Ивана
- Владимир Уральский — студент

## Съёмочная группа
- Режиссёр-постановщик: Александр Ледащев
- Автор сценария:  Наум Кауфман
- Операторы-постановщики: Пётр Мосягин
- Художник-постановщик:
- Композиторы:Зиновий Фельдман, М. Черёмухин
- Монтаж:
- Стихи: Евгений Шатуновский
- Звуковое оформление: Д. Блок
- Звукооператоры: Е. Нестеров, А. Горнштейн

Фильм вышел на экраны страны в мае 1935 года, так как по идейным соображениям премьера киноленты была задержана на полтора года. Причина, видимо, в том, что хроникальные эпизоды неоднократно приходилось перемонтировать. "Пастух и царь"  промелькнул на экранах и прочно "залёг" на полке фильмохранилища. 
В фильмографии эта лента значится как "художественно-документальная". С помощью хроникальных кадров режиссёр А. Ледащев и сценарист Н. Кауфман рассказывают о пути, пройденном Россией за первые тридцать лет XX века, о гигантских социальных преобразованиях, свершённых на её территории за годы Советской власти.
Картина  как ни один из фильмов 1930-х годов не вызвал таких разноречивых, взаимоисключающих оценок.
В фильм включены документальные кадры хроники тех времён
Пытаясь показать простую биографию человека, жившего в непростое время, авторы сделали упор на показ именно того времени. ставшего в фильме вторым героем киноленты (а не царь). Не случайно рабочее название фильма "Жизнь Ивана". И тут у авторов родилась идея - показать время с помощью сохранившихся хроникальных съёмок. На экране - кадры дореволюционного Петербурга. Военный парад, и встык - Ваня - Баталов (крупным планом). Монтируются ли эти кадры? Не возникает ли здесь некий эстетический "зазор"? Конечно, возникает. Конечно, монтаж этот грубоват, и эпизод теряет в своей цельности. Главная цель, которую режиссёр ставил перед собой, - дать зрителю знак времени, символ времени. Потому-то он не чурался, не "стеснялся" вставлять в картину кадры не только из "чужих" хроник, но и из "чужих" игровых картин.